# Hanns Bohatta
Hanns Bohatta (auch: Hans Bohatta; * 2. Dezember 1864 in Wien; † 30. Oktober 1947 ebenda) war ein österreichischer Bibliothekar, Bibliograf und Lexikograf.

## Leben
Bohatta studierte klassische Philologie in Wien und wurde dort 1889 promoviert. Er war von 1890 bis 1922 Beamter an der Universitätsbibliothek der Universität Wien. Von 1908 bis 1947 war er nebenamtlicher Bibliothekar der fürstlich-liechtensteinischen Bibliothek in Wien, von 1923 bis 1947 Berater des Buchantiquariats Gilhofer und Ranschburg. 
Zusammen mit Michael Holzmann gab er das „Deutsche Anonymen-Lexikon“ (7 Bände, 1902–1928) und das „Deutsche Pseudonymen-Lexikon“ (1906) heraus, bibliographisch als Holzmann-Bohatta bzw. Holzmann/Bohatta zitiert.

## Schriften (Auswahl)
- Praktische Grammatik der javanischen Sprache. Hartleben, Wien 1892
- Erziehung und Unterricht bei den Griechen und Römern. Bertelsmann, Gütersloh 1895 (Digitalisat)
- Englische Chrestomathie. Hartleben, Wien 1896
- mit Michael Holzmann: Adreßbuch der Bibliotheken der österreichisch-ungarischen Monarchie. Carl Fromme, Wien 1900 (Digitalisat)
- mit Michael Holzmann: Deutsches Anonymen-Lexikon. 7 Bände, 1902–1928, Reprografischer Nachdruck 1961
- mit Michael Holzmann: Deutsches Pseudonymen-Lexikon. Akademischer Verlag, Wien und Leipzig 1906 (Digitalisat)
- Versuch einer Bibliographie der Livres d’heures. Verlag des Österreichischen Vereins für Bibliothekswesen, Wien 1907
- Katalog der Inkunabeln der Fürstlich Liechtenstein'schen Fideikommiss-Bibliothek und der Hauslab-Sammlung. Gilhofer & Ranschburg, Wien 1910. archive.org
- Liturgische Bibliographie des XV. Jahrhunderts mit Ausnahme der Missale und Livres d'heures, Wien 1911 archive.org
- Bibliographie der Livres d’heures. Gilhofer & Ranschburg, Wien 1909, 2. Auflage 1924.
- Über den Terminus a quo bei Bestimmung von Buchfragmenten. In: Aloys Ruppel (Hrsg.): Gutenberg Festschrift zur Feier des 25jährigen Bestehens des Gutenbergmuseums in Mainz. Gutenberggesellschaft, Mainz 1925, S. 89–93.
- Versuch einer Bibliographie der kunsttheoretischen Werke Albrecht Dürers. Gilhofer & Ranschburg, Wien 1928.
- mit Franz Hodes und Walter Funke: Internationale Bibliographie der Bibliographien. Ein Nachschlagewerk. Klostermann, Frankfurt am Main 1950.